# Брихидо Ириарте (стадион)
Эстадио Брихидо Ириарте (исп. Estadio Brígido Iriarte) — многофункциональный стадион, находящийся в городе Каракас, столице Венесуэлы. Своё название стадион носит в честь местного спортсмена, легкоатлета Брихидо Ириарте, представлявшего Венесуэлу на летних Олимпийских играх 1952 года.
Стадион служит домашней ареной для футбольного клубов «Атлетико Венесуэла», «Метрополитанос» и «Эстудиантес де Каракас», выступающих в чемпионате Венесуэлы. На ноябрь 2014 года вместимость арены составляет около 8 000 зрителей.
Стадион был открыт в 1936 году под названием Насьональ Эль Парадисо (исп. Estadio Nacional El Paraíso).
В 2005 году была произведена реконструкция стадиона, обошедшаяся в 4 миллиона долларов. В 2008 году стадион принял у себя первый Чемпионат мира по лёгкой атлетике среди глухонемых. В декабре 2010 года после продолжительных ливней, обрушившихся на Каракас, стадион служил временным убежищем для сотен людей, оставшихся без крова.